# La Sellera de Ter
La Sellera de Ter (en catalán y oficialmente La Cellera de Ter) es un municipio español de la comarca de la Selva, en la provincia de Gerona, Cataluña, situado al norte de la comarca a la derecha del río Ter. Además de la capital municipal incluye los núcleos de El Pasteral, Pladamont y Pladavall.

## Situación geográfica
Más de la mitad del término municipal es montañoso, y forma parte de la carena oriental del macizo de sierra de las Guillerías. La otra parte la forma una llanura fértil, rodeada de agua, de poco más de un kilómetro de ancho, bordeada por el Ter y la riera de Osor.
El pueblo se encuentra a 166 m s. n. m. y dista 19 km de Gerona, sede del obispado, 12 km de Santa Coloma de Farnés, el partido judicial y capital de comarca, 30 km de Olot, 50 km de Vich y 102 km de Barcelona, que son las vías tradicionales de la población.

## Historia
Los primeros habitantes de estos valles se remontan al año 100.000 aC, datación que corresponde al hallazgo más antiguo hecho dentro del municipio: restos de una tribu nómada que se movió por buena parte de la actual comarca de la Selva. Cabe destacar también los hallazgos de la cueva del Pasteral, sepulcro funerario del neolítico, y los restos de un poblado ibérico situado en lo alto del Colldegria.
En la zona del Pasteral hay un sepulcro funerario del neolítico, nombrado dolmen de Colldegria, al lado, en el montículo del mismo nombre hay restos de un poblado ibèrico tipo oppidum, y en la base del montículo, en los campos de can carreras se encuentra una necrópolis de edad romana.
Dicha necrópolis ya fue documentada per Jaume Marquès y Casanova en su libro de Amer.
La zona del Pasteral-Coll de Gria es de un interés didáctico elevado, ya que muestra como en el neolítico vivían en cuevas, después pasaron al aire libre habiendo sepulturas tanto en la cueva del Pasteral como en el dolmen de Colldegria; y finalmente en época ibérica existe el típico oppidum, que deja de utilizarse en época romana, encontrando en el llano del Pasteral representada la zona de enterramiento romana en el campo de Can Carreras. La mayor parte del material de esta edad fue expoliado a mediados del siglo XX por el Maestro de niños Cicras de Amer, y resta cuidadosamente guardado en colecciones privadas.
La primera referencia escrita, donde se habla de la iglesia de la Cellera, data del año 833 y corresponde a los privilegios que recibió el abate Deodat del rey Luis el Piadoso para repoblar los valles del Ter.
El pueblo de la Cellera de Ter nace como cellae dependiente del monasterio de Santa María de Amer. Las cellae eran iglesias parroquiales dependientes de un monasterio y que situadas en puntos más o menos lejanos daban pie al nacimiento de nuevas colonias humanas. La sagrera era un terreno sagrado puesto bajo la protección eclesiástica que rodeaba estas iglesias y donde, a causa de esta inmunidad, se construyeron las bodegas o sagrers que no eran más que pequeños graneros de las masías vecinos para guardar las cosechas y protegerlas del pillaje. Aquí, fue parcialmente destruida por los importantes terremotos del año 1427 y reconstruida posteriormente hasta llegar hoy en día.
Hay que mencionar la particular relación de la iglesia con el castillo de Anglés, propiedad de los condes de Cabrera. Si bien los habitantes del valle estaban sometidos a la alcaldía y jurisdicción del castillo, la parroquia de la villa continuaba siendo la de la Cellera de Ter. Esto provocó no pocas tiranteces hasta que en 1788 la Cellera de Ter alcanzó su independencia municipal. Con todo, los vínculos entre los dos pueblos son y siguen siendo muy estrechos.

## Demografía
La Sellera de Ter cuenta con una población de 2014 habitantes (INE 2024).
| Gráfica de evolución demográfica de La Sellera de Ter entre 1842 y 2021 |
| |
| Población de derecho según los censos de población del INE Población de hecho según los censos de población del INEEn este censo se denominaba La Sellerra: 1842 En estos censos se denominaba La Sellera: 1857, 1860, 1877, 1887, 1897, 1900, 1910, 1920 y 1930 En estos censos se denominaba La Sellera de Ter: 1940, 1950, 1960, 1970 y 1981 |

## Comunicaciones
Lo atraviesa la carretera C-63, de la que recientemente se ha realizado una variante. Antigua estación de ferrocarril de la línea Gerona-Olot.

## Economía
Agricultura de secano y de regadío, ganadería y producción de energía hidroeléctrica en el pantano de Susqueda.

## Patrimonio
- Iglesia de Santa María de Sales.
- Cuevas del Puig d'en Guia.